# Mayahi
Mayahi est une ville et une une commune urbaine, chef-lieu du département de Mayahi, dans la région de Maradi, au sud du Niger.

## Géographie

### Situation
Mayahi est située à 92 km au nord-est de Maradi et 752 km à l'est de Niamey, la capitale du pays
.
| Attantané | Tchaké         | El Allassane Maïreyrey |
| Attantané | Mayahi         | Issaouane              |
|           | Sarkin Haoussa | Kanan-Bakaché          |

### Climat
La localité se trouve au sud de la zone climatique sahélo-saharienne avec en moyenne une pluviométrie annuelle de 238 mm et 28 jours de pluie principalement de juin à septembre. Le changement climatique induit une augmentation de la variabilité interannuelle des précipitations.

## Histoire
En 2002, le canton de Mayahi est divisé en commune de Mayahi, Attantané, Guidan Amoumoune (y compris le village d'El Moctar) et Sarkin Haoussa dans le cadre d'une réforme administrative nationale.

## Population
Lors du recensement général de 2012, la population communale est relevée à 90 540 habitants, dont 13 157 habitants pour la localité chef-lieu communal.

## Services et infrastructures

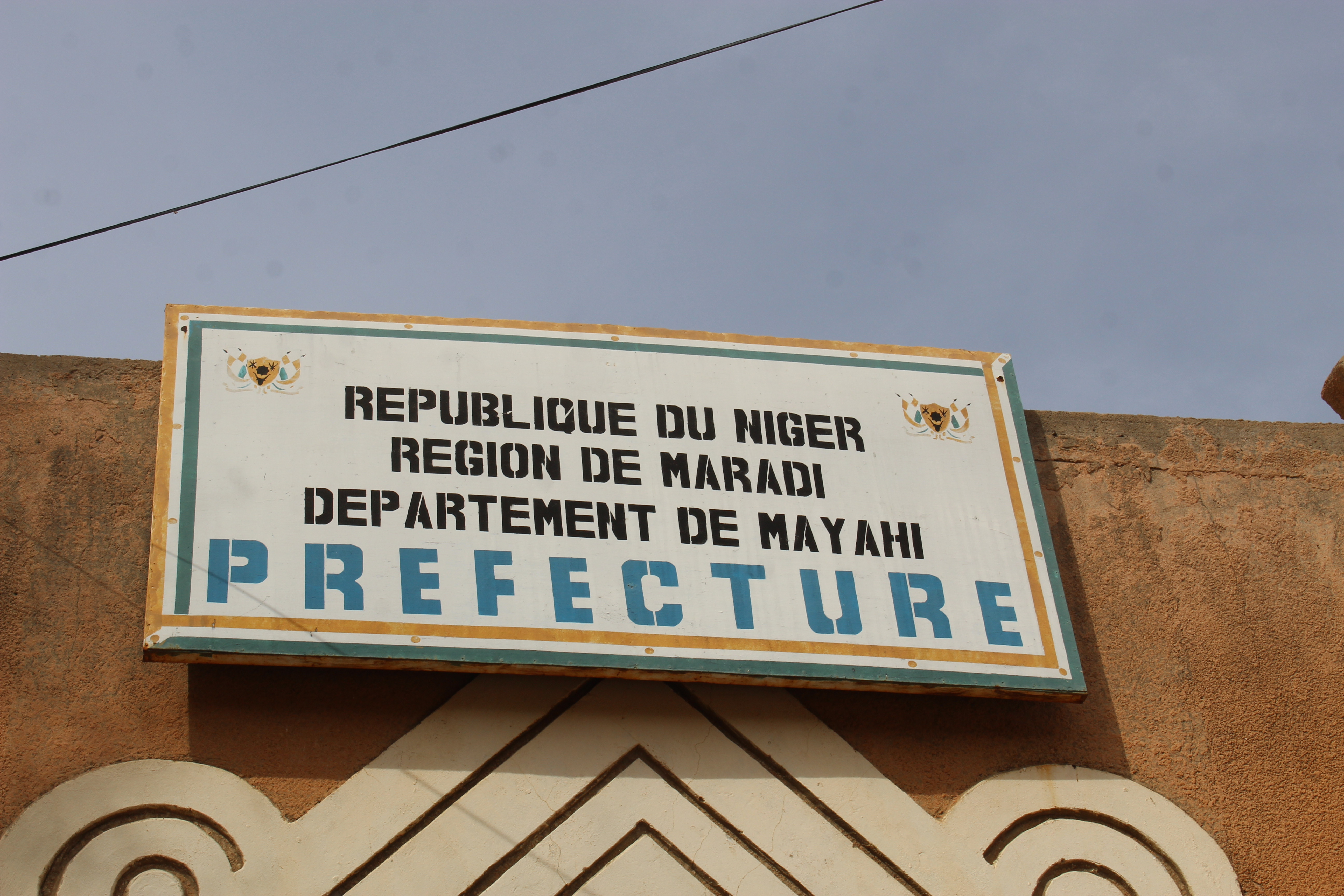
Mayahi, signalisation de la préfecture

### Administrations
- Préfecture de Mayahi
- Mairie de la commune urbaine de Mayahi
- Tribunal d'Instance de Mayahi

### Santé
- Hôpital de district de Mayahi.
- Centre de Santé Intégré (CSI) à Mayahi, Guidan Taouayé et Koren Habdjia[4].

### Enseignement
- Collège d'enseignement secondaire (CES) à Mayahi.
- Collège d'enseignement général franco-arabe (CEG FA) à Mayahi.
- Collège d'enseignement technique (CET) à Mayahi.
- Centre de formation des métiers (CFM) à Mayahi.
- Collège d'enseignement général (CEG) à Koren Habdjia.

## Culture et patrimoine
- palais du chef traditionnel